# Conoderus ferrugineomarginatus
Conoderus ferrugineomarginatus is een keversoort uit de familie kniptorren (Elateridae). De wetenschappelijke naam van de soort is voor het eerst geldig gepubliceerd in 1920 door Brethes.